# Basilique de Jasna Gora
La Basilique de Jasna Gora (en polonais: Bazylika jasnogórska) est la partie principale du monastère de Jasna Góra à Częstochowa en Pologne. Elle se trouve à proximité de la chapelle Notre-Dame (pl).  
Elle a acquis le statut de basilique mineure en 1906. 
L'édifice se compose d'un chœur très allongé, d'une nef, de deux bas-côtés, de quatre chapelles, d'un porche, d'une sacristie et de cryptes funéraires. 
Le toit à deux versants de la nef est recouvert d'une tôle de cuivre, avec une tourelle fléchée. 

## Galerie

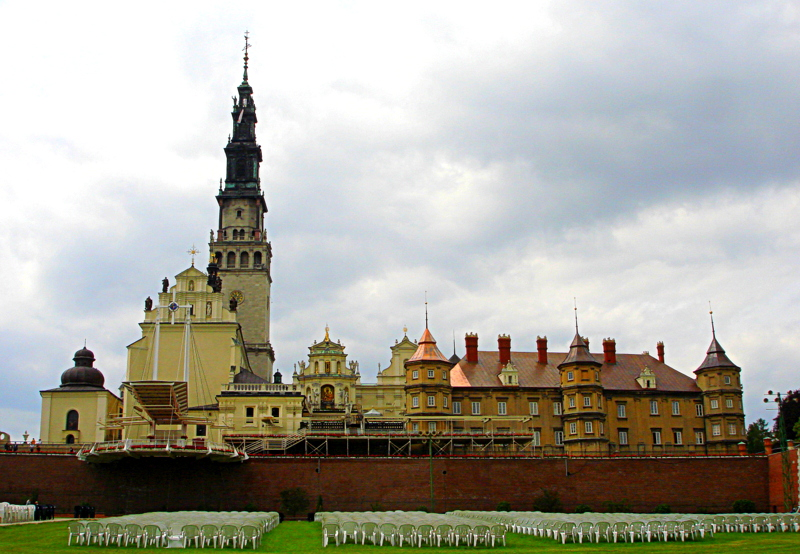
Le monastère de Jasna Gora
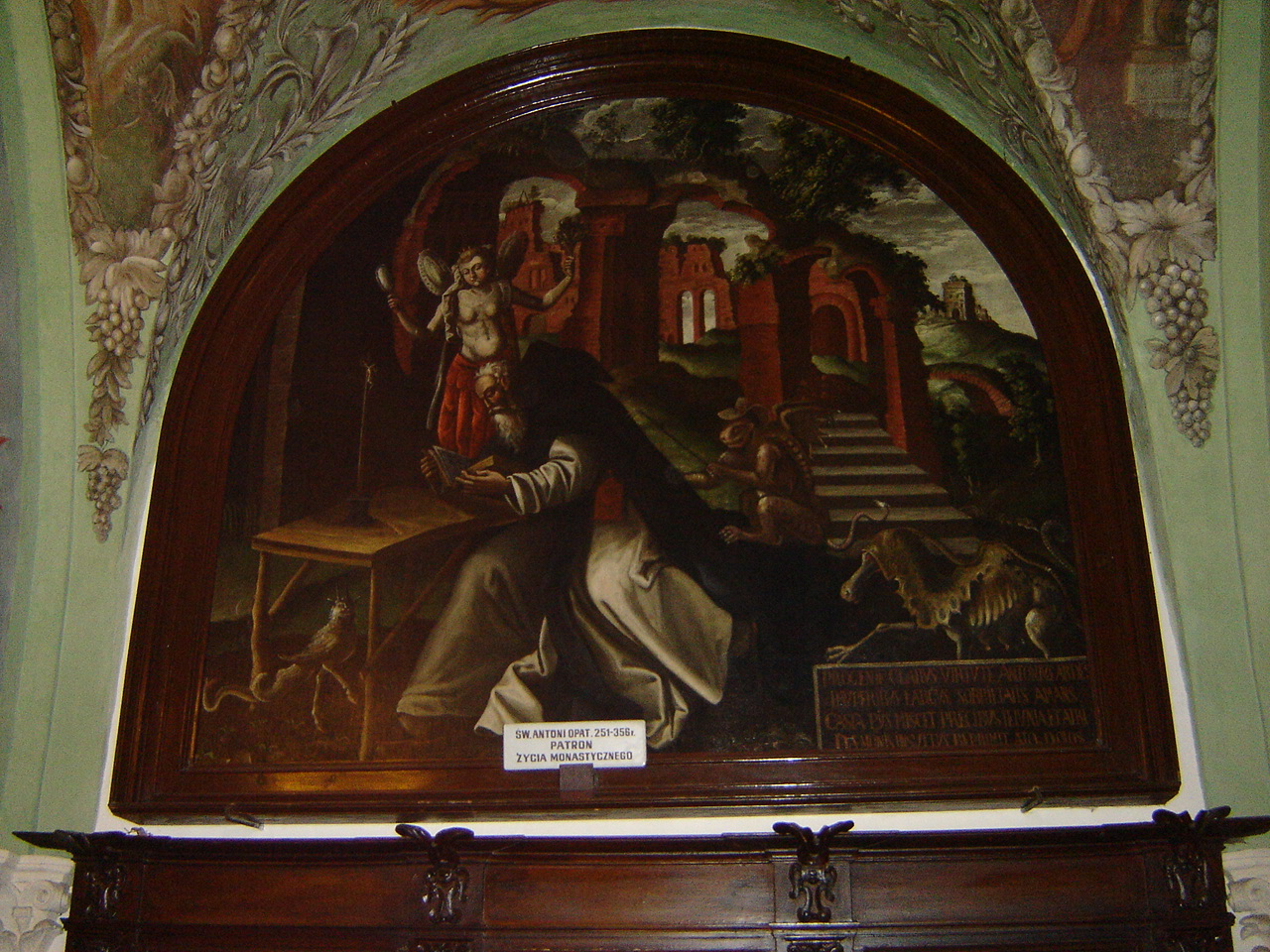
Sacristie
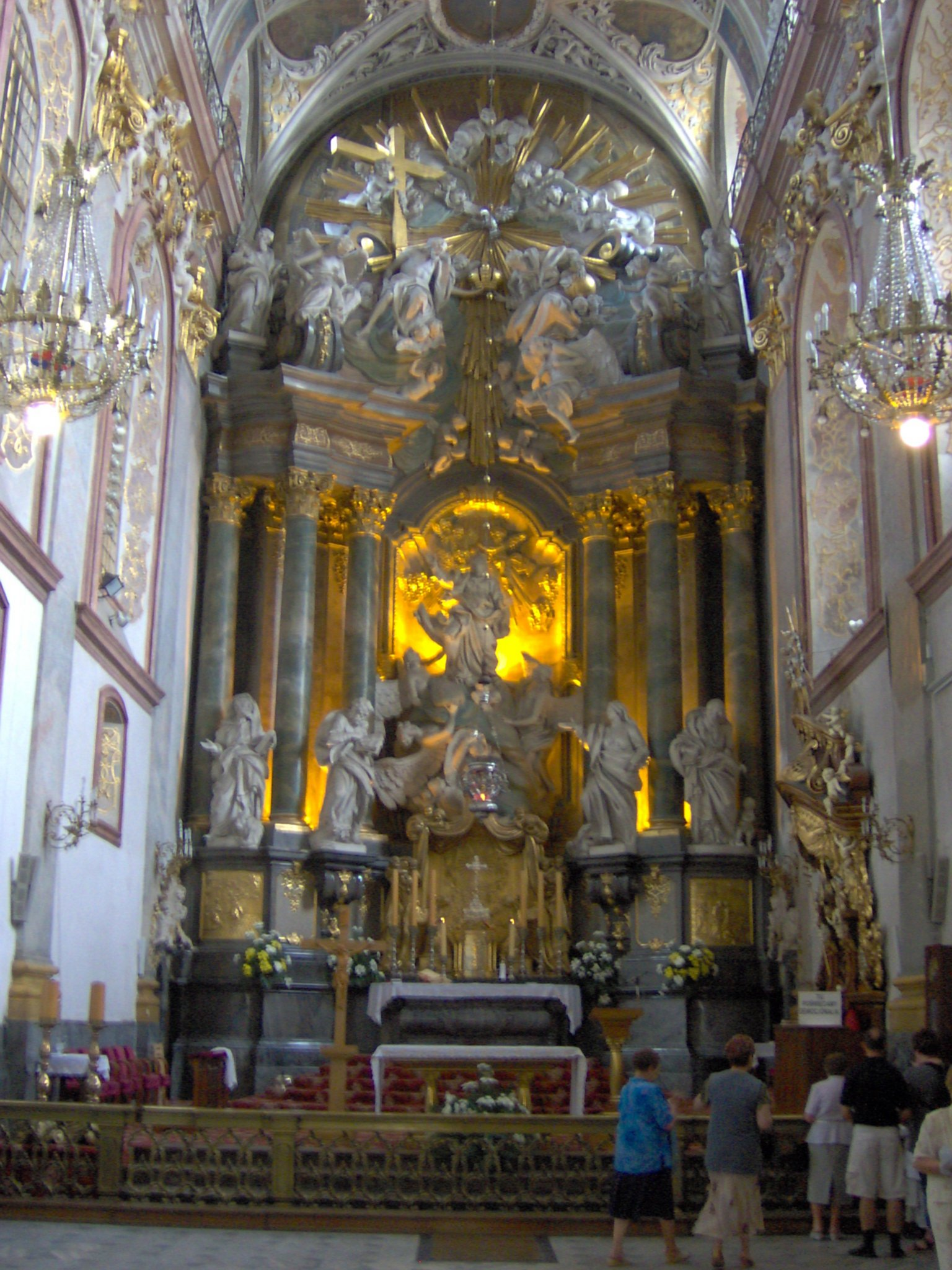
Maître-autel
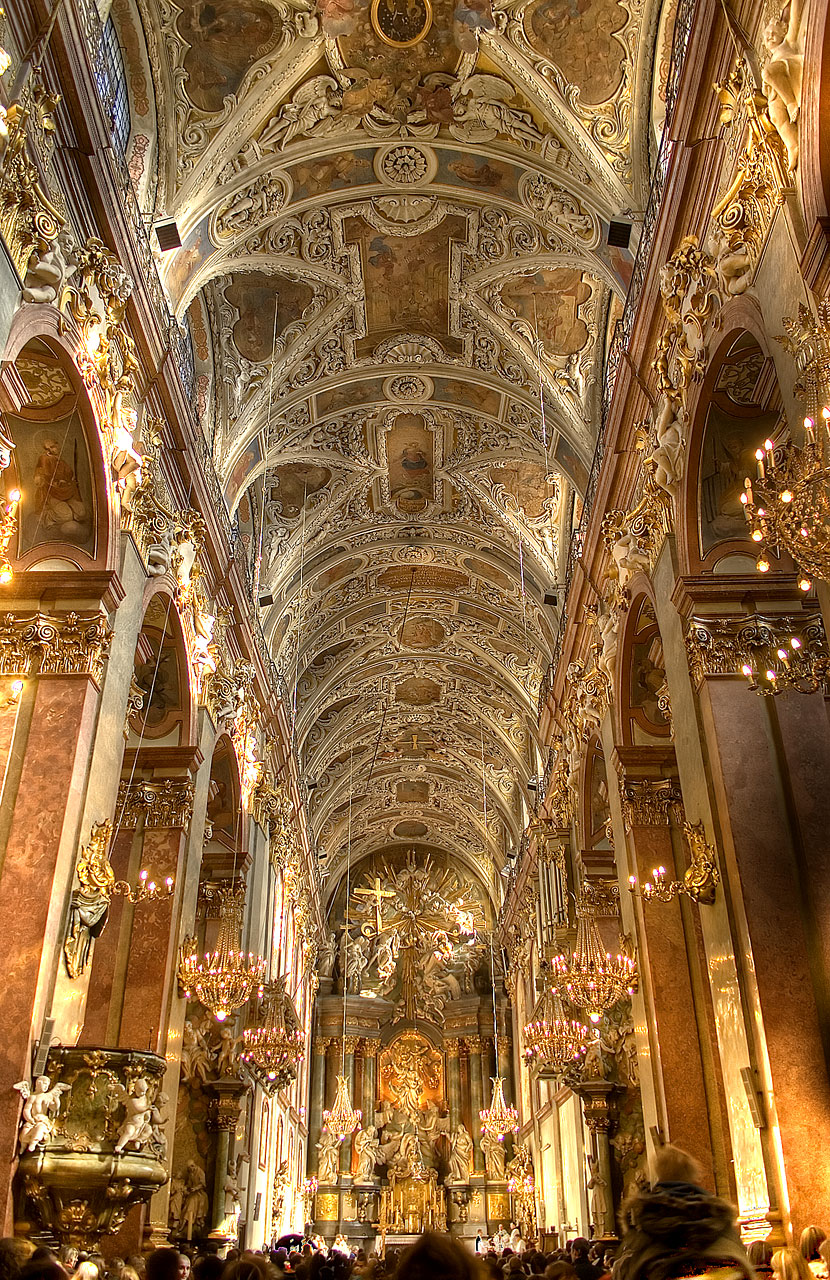
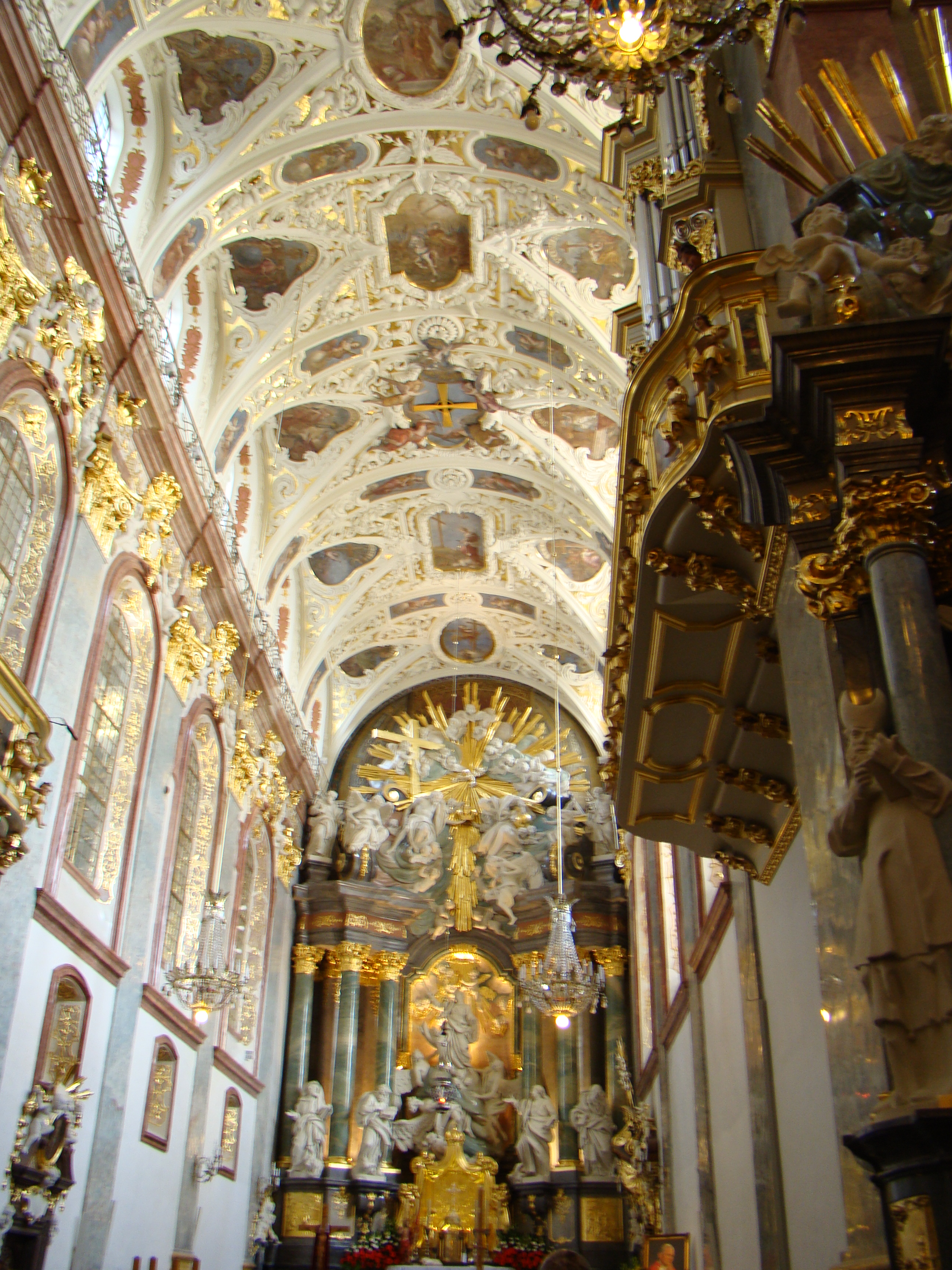
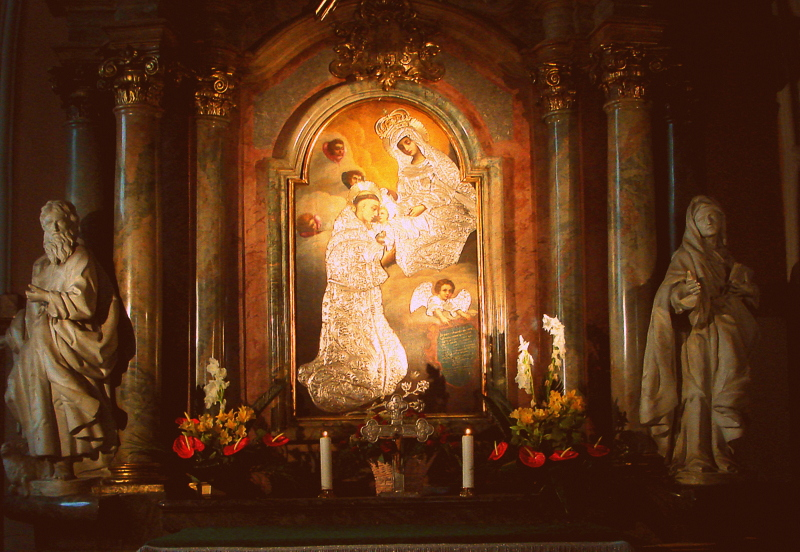